# Ralph Ellison
Ralph Waldo Ellison (Oklahoma City, 1 de março de 1913 – Nova Iorque, 16 de abril de 1994) foi um escritor, crítico literário e acadêmico norte-americano. 
É mais conhecido por seu livro Invisible Man (em português: "Homem Invisível"), que ganhou o National Book Award de 1953. Também escreveu Shadow and Act (1964) e Going to the Territory (1986), livros que foram bem aceitos pela crítica especializada. O The New York Times o descreveu como um dos maiores literários de todos os tempos dos Estados Unidos.

## Biografia
Ralph nasceu na rua East First, número 407, em Oklahoma City, em 1913. Era filho de Lewis Alfred Ellison e Ida Millsap. Era o segundo entre os três filhos do casal. O primeiro, Alfred, morreu ainda criança e o mais novo, Herbert Mauricem nasceu em 1916. Seu pai, Lewis, comerciante e mestre de obras, morreu em 1916, após uma cirurgia para tratar ferimentos internos após uma lasca de gelo perfurar seu abdômen enquanto carregava um caminhão. Lewis adorava literatura e acabou cultivando o hábito em seus filhos, esperando que um deles se tornasse poeta.
Sua mãe mudou a família para Gary, em Indiana, em 1921, onde morava um de seus irmãos. Quando seu irmão perdeu o emprego e ela mesma não conseguia encontrar um, a família retornou a Oklahoma City. Ralph começou a trabalhar nessa época para ajudar a família. Com o pai de um vizinho e amigo seu, Ralph teve aulas gratuitas de trompete e saxofone, chegando a se tornar líder da banda do colégio.
Sua mãe se casaria mais três vezes, mas as condições eram ainda muito precárias. Ralph teve vários trabalhos em sua juventude na tentativa de ajudar a família. Enquanto fazia o ensino médio na Frederick A. Douglass High School, ele também encontrou tempo para jogar futebol americano pela escola. Ralph se formou no ensino médio em 1931. Trabalhou por um ano até juntar dinheiro para comprar um trompete, que o levou a tocar com os músicos locais.

## Morte
Raplh Ellison morreu em 16 de abril de 1994, devido a um câncer no pâncreas, aos 81 anos, e foi sepultado na cripta do cemitério da Igreja da Trindade, em Washington Heights, Manhattan.

### Ensaios
- Shadow and Act (Random House, 1964). ISBN 0-679-76000-8
- Going to the Territory (Random House, 1986). ISBN 0-394-54050-6
- The Collected Essays of Ralph Ellison (Modern Library, 1995). ISBN 0-679-60176-7
- Living with Music: Ralph Ellison's Jazz Writings (Modern Library, 2002). ISBN 0-375-76023-7

### Cartas
- Trading Twelves: The Selected Letters of Ralph Ellison and Albert Murray (Modern Library, 2000). ISBN 0-375-50367-6